# Odei Onaindia Zabala
Odei Onaindia Zabala (nascut el 7 de desembre de 1989) és un futbolista basc que juga com a defensa central a la SD Amorebieta.

## Carrera de club
Nascut a Lekeitio, Biscaia, País Basc, Odei es va unir al planter de Lezama de l'Athletic Club el 2007, procedent del Lekeitio FT de la seva ciutat natal. Va debutar com a sènior a la campanya 2008-09, cedit al CD Elgoibar de Tercera Divisió; en tornar, va ser destinat a l'equip de formació de l'Athletic de la mateixa categoria.
Odei va arribar per primera vegada a Segona Divisió B el juliol de 2011, en fitxar per la SD Amorebieta. Va continuar apareixent a la divisió els anys següents, representant al Barakaldo CF, Burgos CF (dos períodes), Marbella FC (on només va estar 20 dies amb la plantilla abans de ser alliberat), Bilbao Athletic, UD Melilla i CD Mirandés; amb aquest últim, va aconseguir l'ascens a Segona Divisió el 2019.
El 9 de juliol de 2019, Odei va renovar el seu contracte amb els Rojillos per una temporada més. Va fer el seu debut com a professional als 29 anys el 8 de setembre, com a titular en una victòria a casa per 2-1 contra el Real Oviedo.
Odei va marcar el seu primer gol com a professional el 15 de gener de 2020, aconseguint l'empat a l'últim minut en un empat 3-3 contra el Cádiz CF. El 19 de setembre, es va traslladar a l'estranger per primera vegada en la seva carrera, després d'acordar un contracte d'un any amb el club de la Super League índia Hyderabad FC.
El 7 de juliol de 2021, Odei es va incorporar al seu antic club Mirandés amb un contracte d'un any.